# Gonzalo Restrepo Gutiérrez
Gonzalo Restrepo Gutiérrez (Manizales, siglo XIX - Bogotá, 22 de junio de 1952) fue un abogado, periodista y político colombiano.
Se desempeñó como Ministro de Hacienda y Crédito Público, de Guerra, de Gobierno, de Economía Nacional, de Industrias y Trabajo y de Agricultura y Comercio.

## Biografía
Nació en Manizales, entonces parte del Departamento de Antioquia, en el seno de una familia de la élite local. Se graduó del recién fundado Instituto Universitario de Caldas, en 1915, como parte de su primera promoción y con el título de abogado.
Afiliado al Partido Liberal, comenzó su carrera como periodista en múltiples periódicos liberales del Viejo Caldas, tales como El Criterio, Colombina, El Eco, Alma Nueva y La Prensa, antes de fundar El Universal, que pronto se convirtió en uno de los principales opositores a las administraciones conservadoras que se sucedieron a nivel regional y nacional. Por tal motivo, llegó a ser encarcelado por el gobierno departamental.
Tras dejar el periódico, fue elegido a la Cámara de Representantes por Caldas, llegando a presidir tal corporación en 1935. Apoyó la campaña presidencial de Enrique Olaya Herrera en las elecciones de 1930; en compensación por su apoyo, fue designado Secretario de Gobierno durante las administraciones de los gobernadores Emilio Latorre Arango y Jorge Gartner de la Cuesta. En 1933 fue designado Gobernador de Caldas, cargo que ocuparía hasta septiembre de 1934. Por estos años también se desempeñó como Diputado a la Asamblea Departamental de Caldas y miembro del Concejo de Manizales.
Durante el primer gobierno de Alfonso López Pumarejo se desempeñó como Ministro de Hacienda y Crédito Público, designado en 1936. Dejó brevemente el gobierno nacional entre marzo y mayo de 1937 para ser Alcalde de Bogotá - por designación del gobernador Parmenio Cárdenas Triviño -, misma ciudad de la cual también sería Concejal. En mayo regresó como Ministro de Agricultura y Comercio, antes de retornar a la cartera de Hacienda en junio; dejó el Ministerio de Hacienda en abril de 1938 para ser Ministro de Industrias y Trabajo. Finalizada la administración de López Pumarejo, se desempeñó como Contralor General de Colombia, entre 1938 y 1939.
En abril de 1941 fue designado Ministro de Hacienda y Crédito Público por tercera ocasión, esta vez bajo el gobierno de Eduardo Santos Montejo; en agosto pasó a la cartera de Economía Nacional y en septiembre fue designado Ministro de Guerra, ocupando tal posición hasta el final de la administración de Santos. En 1942 se desempeñó brevemente como Ministro de Gobierno, en calidad de Encargado.
Durante la segunda presidencia de Alfonso López Pumarejo fue designado Ministro de Guerra por segunda vez en octubre de 1943, antes de que en marzo de 1944 fuera trasladado de nuevo a la cartera de Hacienda y Crédito Público por el designado Darío Echandía Olaya. Permaneció en este ministerio hasta enero de 1945, poco antes de que asumiera como presidente Alberto Lleras Camargo, y desde entonces se retiró de la política.
Falleció en Bogotá, en junio de 1952.